# Canottaggio ai Giochi della XXXIII Olimpiade - Singolo maschile
La gara del singolo maschile dei Giochi della XXXIII Olimpiade si è svolta tra il 27 luglio e il 3 agosto 2024. Hanno partecipato 33 atleti.
La gara è stata vinta dal tedesco Oliver Zeidler.

## Formato
La competizione si è svolta su quattro turni, in ognuno dei quali i primi tre classificati di ogni batteria sono avanzati al turno successivo. Gli equipaggi eliminati al primo turno si sono affrontati in tre batterie di ripescaggio, ognuna delle quali ha qualificato altri due atleti al secondo turno.
Gli equipaggi eliminati hanno partecipato ad un analogo tabellone che ha determinato i piazzamenti.

## Programma
| Data           | Ora (UTC+2) | Turno            |
| -------------- | ----------- | ---------------- |
| 27 luglio 2024 | 09:00       | Batterie         |
| 28 luglio 2024 | 09:36       | Ripescaggi       |
| 29 luglio 2024 | 09:30       | Semifinali E/F   |
| 30 luglio 2024 | 10:10       | Quarti di finale |
| 31 luglio 2024 | 09:54       | Semifinali C/D   |
| 1º agosto 2024 | 09:50       | Semifinali A/B   |
| 2 agosto 2024  | 09:30       | Finale F         |
| 2 agosto 2024  | 09:54       | Finale E         |
| 2 agosto 2024  | 10:18       | Finale D         |
| 3 agosto 2024  | 09:42       | Finale C         |
| 3 agosto 2024  | 10:06       | Finale B         |
| 3 agosto 2024  | 10:30       | Finale A         |

## Risultati

### Batterie
| Pos. | Atleti               | Nazione       | Tempo   | Note |
| ---- | -------------------- | ------------- | ------- | ---- |
| 1    | Thomas MacKintosh    | Nuova Zelanda | 6:55.92 | QF   |
| 2    | Stefanos Ntouskos    | Grecia        | 7:01.79 | QF   |
| 3    | Abdelkhalek El-Banna | Egitto        | 7:05.06 | QF   |
| 4    | Balraj Panwar        | India         | 7:07.11 | R    |
| 5    | Vladislav Yakovlev   | Kazakistan    | 7:21.56 | R    |
| 6    | André Matias         | Angola        | 7:52.89 | R    |

| Pos. | Atleti               | Nazione   | Tempo   | Note |
| ---- | -------------------- | --------- | ------- | ---- |
| 1    | Mihai Chiruţă        | Romania   | 6:51.51 | QF   |
| 2    | Damir Martin         | Croazia   | 6:54.83 | QF   |
| 3    | Giedrius Bieliauskas | Lituania  | 7:00.96 | QF   |
| 4    | Isak Žvegelj         | Slovenia  | 7:01.23 | R    |
| 5    | La Memo              | Indonesia | 7:19.33 | R    |
| 6    | Abdalla Ahmed        | Sudan     | 7:46.45 | R    |

| Pos. | Atleti                 | Nazione     | Tempo   | Note |
| ---- | ---------------------- | ----------- | ------- | ---- |
| 1    | Simon van Dorp         | Paesi Bassi | 6:49.93 | QF   |
| 2    | Ryuta Arakawa          | Giappone    | 6:51.59 | QF   |
| 3    | Tim Brys               | Belgio      | 6:52.35 | QF   |
| 4    | Sid Ali Boudina        | Algeria     | 7:02.94 | R    |
| 5    | Mohamed Taieb          | Tunisia     | 7:10.13 | R    |
| 6    | Premanut Wattananusith | Thailandia  | 7:25.76 | R    |

| Pos. | Atleti             | Nazione                     | Tempo   | Note |
| ---- | ------------------ | --------------------------- | ------- | ---- |
| 1    | Yauheni Zalaty     | Atleti Individuali Neutrali | 6:51.45 | QF   |
| 2    | James Plihal       | Stati Uniti                 | 6:54.95 | QF   |
| 3    | Lucas Verthein     | Brasile                     | 6:54.96 | QF   |
| 4    | Quentin Antognelli | Monaco                      | 7:02.15 | R    |
| 5    | Dara Alizadeh      | Bermuda                     | 7:23.70 | R    |

| Pos. | Atleti               | Nazione  | Tempo   | Note |
| ---- | -------------------- | -------- | ------- | ---- |
| 1    | Oliver Zeidler       | Germania | 6:54.72 | QF   |
| 2    | Bruno Cetraro        | Uruguay  | 7:04.04 | QF   |
| 3    | Reidy Cardona Blanco | Cuba     | 7:06.45 | QF   |
| 4    | Stephen Cox          | Zimbabwe | 7:11.98 | R    |
| 5    | Mohamed Bukrah       | Libia    | 7:37.75 | R    |

| Pos. | Atleti                    | Nazione   | Tempo   | Note |
| ---- | ------------------------- | --------- | ------- | ---- |
| 1    | Sverri Nielsen            | Danimarca | 6:53.50 | QF   |
| 2    | Kristian Vasilev          | Bulgaria  | 6:56.63 | QF   |
| 3    | Bendegúz Pétervári-Molnár | Ungheria  | 6:58.76 | QF   |
| 4    | Chiu Hin Chun             | Hong Kong | 7:00.29 | R    |
| 5    | Javier Insfran            | Paraguay  | 7:14.14 | R    |

### Ripescaggi
| Pos. | Atleti         | Nazione  | Tempo   | Note  |
| ---- | -------------- | -------- | ------- | ----- |
| 1    | Isak Žvegelj   | Slovenia | 7:06.90 | Q     |
| 2    | Javier Insfran | Paraguay | 7:08.29 | Q     |
| 3    | Mohamed Taieb  | Tunisia  | 7:11.57 | S E/F |
| 4    | Stephen Cox    | Zimbabwe | 7:22.45 | S E/F |
| 5    | André Matias   | Angola   | 8:01.98 | S E/F |

| Pos. | Atleti                 | Nazione    | Tempo   | Note  |
| ---- | ---------------------- | ---------- | ------- | ----- |
| 1    | Quentin Antognelli     | Monaco     | 7:10.00 | Q     |
| 2    | Balraj Panwar          | India      | 7:12.41 | Q     |
| 3    | La Memo                | Indonesia  | 7:19.60 | S E/F |
| 4    | Premanut Wattananusith | Thailandia | 7:29.89 | S E/F |
| 5    | Mohamed Bukrah         | Libia      | 7:45.55 | S E/F |

| Pos. | Atleti             | Nazione    | Tempo   | Note  |
| ---- | ------------------ | ---------- | ------- | ----- |
| 1    | Sid Ali Boudina    | Algeria    | 7:10.23 | Q     |
| 2    | Chiu Hin Chun      | Hong Kong  | 7:12.94 | Q     |
| 3    | Dara Alizadeh      | Bermuda    | 7:17.05 | S E/F |
| 4    | Vladislav Yakovlev | Kazakistan | 7:21.12 | S E/F |
| 5    | Abdalla Ahmed      | Sudan      | 7:55.79 | S E/F |

### Quarti di finale
| Pos. | Atleti             | Nazione       | Tempo   | Note  |
| ---- | ------------------ | ------------- | ------- | ----- |
| 1    | Thomas MacKintosh  | Nuova Zelanda | 6:48.01 | S A/B |
| 2    | Sverri Nielsen     | Danimarca     | 6:49.69 | S A/B |
| 3    | Bruno Cetraro      | Uruguay       | 6:51.43 | S A/B |
| 4    | Lucas Verthein     | Brasile       | 6:55.36 | S C/D |
| 5    | Quentin Antognelli | Monaco        | 6:58.89 | S C/D |
| 6    | Chiu Hin Chun      | Hong Kong     | 7:13.70 | S C/D |

| Pos. | Atleti          | Nazione     | Tempo   | Note  |
| ---- | --------------- | ----------- | ------- | ----- |
| 1    | Oliver Zeidler  | Germania    | 6:45.32 | S A/B |
| 2    | Tim Brys        | Belgio      | 6:46.26 | S A/B |
| 3    | Mihai Chiruţă   | Romania     | 6:46.32 | S A/B |
| 4    | James Plihal    | Stati Uniti | 6:47.03 | S C/D |
| 5    | Sid Ali Boudina | Algeria     | 7:06.31 | S C/D |
| 6    | Javier Insfran  | Paraguay    | 7:31.50 | S C/D |

| Pos. | Atleti                    | Nazione     | Tempo   | Note  |
| ---- | ------------------------- | ----------- | ------- | ----- |
| 1    | Simon van Dorp            | Paesi Bassi | 6:49.96 | S A/B |
| 2    | Damir Martin              | Croazia     | 6:53.55 | S A/B |
| 3    | Stefanos Ntouskos         | Grecia      | 6:56.68 | S A/B |
| 4    | Bendegúz Pétervári-Molnár | Ungheria    | 7:05.04 | S C/D |
| 5    | Isak Žvegelj              | Slovenia    | 7:06.42 | S C/D |
| 6    | Reidy Cardona Blanco      | Cuba        | 7:10.40 | S C/D |

| Pos. | Atleti               | Nazione                     | Tempo   | Note  |
| ---- | -------------------- | --------------------------- | ------- | ----- |
| 1    | Yauheni Zalaty       | Atleti Individuali Neutrali | 6:49.27 | S A/B |
| 2    | Giedrius Bieliauskas | Lituania                    | 6:51.80 | S A/B |
| 3    | Ryuta Arakawa        | Giappone                    | 6:54.17 | S A/B |
| 4    | Kristian Vasilev     | Bulgaria                    | 6:58.67 | S C/D |
| 5    | Balraj Panwar        | India                       | 7:05.10 | S C/D |
| 6    | Abdelkhalek El-Banna | Egitto                      | 7:18.59 | S C/D |

## Semifinali

### Semifinali A/B
| Pos. | Atleti               | Nazione       | Tempo   | Note |
| ---- | -------------------- | ------------- | ------- | ---- |
| 1    | Simon van Dorp       | Paesi Bassi   | 6:42.39 | FA   |
| 2    | Thomas MacKintosh    | Nuova Zelanda | 6:44.49 | FA   |
| 3    | Tim Brys             | Belgio        | 6:45.32 | FA   |
| 4    | Ryuta Arakawa        | Giappone      | 6:51.13 | FB   |
| 5    | Bruno Cetraro        | Uruguay       | 7:08.29 | FB   |
| 6    | Giedrius Bieliauskas | Lituania      | 7:09.29 | FB   |

| Pos. | Atleti            | Nazione                     | Tempo   | Note |
| ---- | ----------------- | --------------------------- | ------- | ---- |
| 1    | Oliver Zeidler    | Germania                    | 6:35.77 | FA   |
| 2    | Yauheni Zalaty    | Atleti Individuali Neutrali | 6:39.01 | FA   |
| 3    | Stefanos Ntouskos | Grecia                      | 6:40.78 | FA   |
| 4    | Sverri Nielsen    | Danimarca                   | 6:43.95 | FB   |
| 5    | Mihai Chiruţă     | Romania                     | 6:52.95 | FB   |
| 6    | Damir Martin      | Croazia                     | 6:58.23 | FB   |

### Semifinali C/D
| Pos. | Atleti                    | Nazione   | Tempo   | Note |
| ---- | ------------------------- | --------- | ------- | ---- |
| 1    | Lucas Verthein            | Brasile   | 6:55.07 | FC   |
| 2    | Bendegúz Pétervári-Molnár | Ungheria  | 6:56.92 | FC   |
| 3    | Sid Ali Boudina           | Algeria   | 6:57.06 | FC   |
| 4    | Abdelkhalek El-Banna      | Egitto    | 7:02.76 | FD   |
| 5    | Chiu Hin Chun             | Hong Kong | 7:03.68 | FD   |
| 6    | Balraj Panwar             | India     | 7:04.97 | FD   |

| Pos. | Atleti               | Nazione     | Tempo   | Note |
| ---- | -------------------- | ----------- | ------- | ---- |
| 1    | James Plihal         | Stati Uniti | 6:56.95 | FC   |
| 2    | Kristian Vasilev     | Bulgaria    | 6:57.75 | FC   |
| 3    | Javier Insfran       | Paraguay    | 7:00.93 | FC   |
| 4    | Isak Žvegelj         | Slovenia    | 7:09.42 | FD   |
| 5    | Quentin Antognelli   | Monaco      | 7:14.32 | FD   |
| 6    | Reidy Cardona Blanco | Cuba        | 7:15.63 | FD   |

### Semifinali E/F
| Pos. | Atleti             | Nazione    | Tempo   | Note |
| ---- | ------------------ | ---------- | ------- | ---- |
| 1    | Vladislav Yakovlev | Kazakistan | 7:26.20 | FE   |
| 2    | Mohamed Taieb      | Tunisia    | 7:29.64 | FE   |
| 3    | La Memo            | Indonesia  | 7:32.18 | FE   |
| 4    | André Matias       | Angola     | 8:01.63 | FF   |

| Pos. | Atleti                 | Nazione    | Tempo   | Note |
| ---- | ---------------------- | ---------- | ------- | ---- |
| 1    | Dara Alizadeh          | Bermuda    | 7:33.28 | FE   |
| 2    | Stephen Cox            | Zimbabwe   | 7:36.59 | FE   |
| 3    | Premanut Wattananusith | Thailandia | 7:48.78 | FE   |
| 4    | Mohamed Bukrah         | Libia      | 8:00.42 | FF   |
| 5    | Abdalla Ahmed          | Sudan      | 8:10.68 | FF   |

## Finali
| Pos. | Atleti         | Nazione | Tempo   | Note |
| ---- | -------------- | ------- | ------- | ---- |
| 31   | Mohamed Bukrah | Libia   | 7:28.90 |      |
| 32   | André Matias   | Angola  | 7:30.43 |      |
| 33   | Abdalla Ahmed  | Sudan   | 7:38.51 |      |

| Pos. | Atleti                 | Nazione    | Tempo   | Note |
| ---- | ---------------------- | ---------- | ------- | ---- |
| 25   | Vladislav Yakovlev     | Kazakistan | 6:59.43 |      |
| 26   | Mohamed Taieb          | Tunisia    | 7:00.31 |      |
| 27   | La Memo                | Indonesia  | 7:02.23 |      |
| 28   | Dara Alizadeh          | Bermuda    | 7:03.12 |      |
| 29   | Stephen Cox            | Zimbabwe   | 7:09.34 |      |
| 30   | Premanut Wattananusith | Thailandia | 7:18.58 |      |

| Pos. | Atleti               | Nazione   | Tempo   | Note |
| ---- | -------------------- | --------- | ------- | ---- |
| 19   | Quentin Antognelli   | Monaco    | 6:54.93 |      |
| 20   | Chiu Hin Chun        | Hong Kong | 6:56.65 |      |
| 21   | Abdelkhalek El-Banna | Egitto    | 6:58.44 |      |
| 22   | Isak Žvegelj         | Slovenia  | 6:59.46 |      |
| 23   | Balraj Panwar        | India     | 7:02.37 |      |
| 24   | Reidy Cardona Blanco | Cuba      | 7:03.23 |      |

| Pos. | Atleti                    | Nazione     | Tempo   | Note |
| ---- | ------------------------- | ----------- | ------- | ---- |
| 13   | James Plihal              | Stati Uniti | 6:41.97 |      |
| 14   | Kristian Vasilev          | Bulgaria    | 6:44.61 |      |
| 15   | Lucas Verthein            | Brasile     | 6:47.37 |      |
| 16   | Bendegúz Pétervári-Molnár | Ungheria    | 6:47.81 |      |
| 17   | Javier Insfran            | Paraguay    | 6:50.48 |      |
| 18   | Sid Ali Boudina           | Algeria     | 6:51.99 |      |

| Pos. | Atleti               | Nazione   | Tempo   | Note |
| ---- | -------------------- | --------- | ------- | ---- |
| 7    | Mihai Chiruţă        | Romania   | 6:44.83 |      |
| 8    | Sverri Nielsen       | Danimarca | 6:44.83 |      |
| 9    | Ryuta Arakawa        | Giappone  | 6:47.02 |      |
| 10   | Giedrius Bieliauskas | Lituania  | 6:56.39 |      |
| 11   | Damir Martin         | Croazia   | 6:57.77 |      |
| 12   | Bruno Cetraro        | Uruguay   | 7:22.71 |      |

| Pos.    | Atleti            | Nazione                     | Tempo   | Note |
| ------- | ----------------- | --------------------------- | ------- | ---- |
| Oro     | Oliver Zeidler    | Germania                    | 6:37.57 |      |
| Argento | Yauheni Zalaty    | Atleti Individuali Neutrali | 6:42.96 |      |
| Bronzo  | Simon van Dorp    | Paesi Bassi                 | 6:44.72 |      |
| 4       | Tim Brys          | Belgio                      | 6:48.44 |      |
| 5       | Thomas MacKintosh | Nuova Zelanda               | 6:49.62 |      |
| 6       | Stefanos Ntouskos | Grecia                      | 7:02.05 |      |